# Amphianthus mirabilis
Amphianthus mirabilis är en havsanemonart som först beskrevs av Addison Emery Verrill 1879.  Amphianthus mirabilis ingår i släktet Amphianthus och familjen Hormathiidae. Inga underarter finns listade i Catalogue of Life.